# Мелендес Вальдес, Хуан
Хуан Мелендес Вальдес (исп. Juan Meléndez Valdés; 1754—1817) — испанский поэт, основатель саламанкской поэтической школы; был также известен под псевдонимом Batilo. Член Королевской академии испанского языка.

## Биография
Хуан Мелендес Вальдес родился 11 марта 1754 года в местечке Рибера-дель-Фресно. Учился сперва в Университете Мадрида, затем в Саламанкском университете, где впоследствии стал и сам преподавать. 
Некоторое время служил в качестве судьи в Сарагосе, Вальядолиде и в столице Испании.
В 1800 году попал в опалу и был сослан в Медину и Самору.
Во время Пиренейских войн высказывался за сотрудничество с властью, введённой Наполеоном, став одним из тех, кому Бонапарт дал прозвище «офранцуженные».

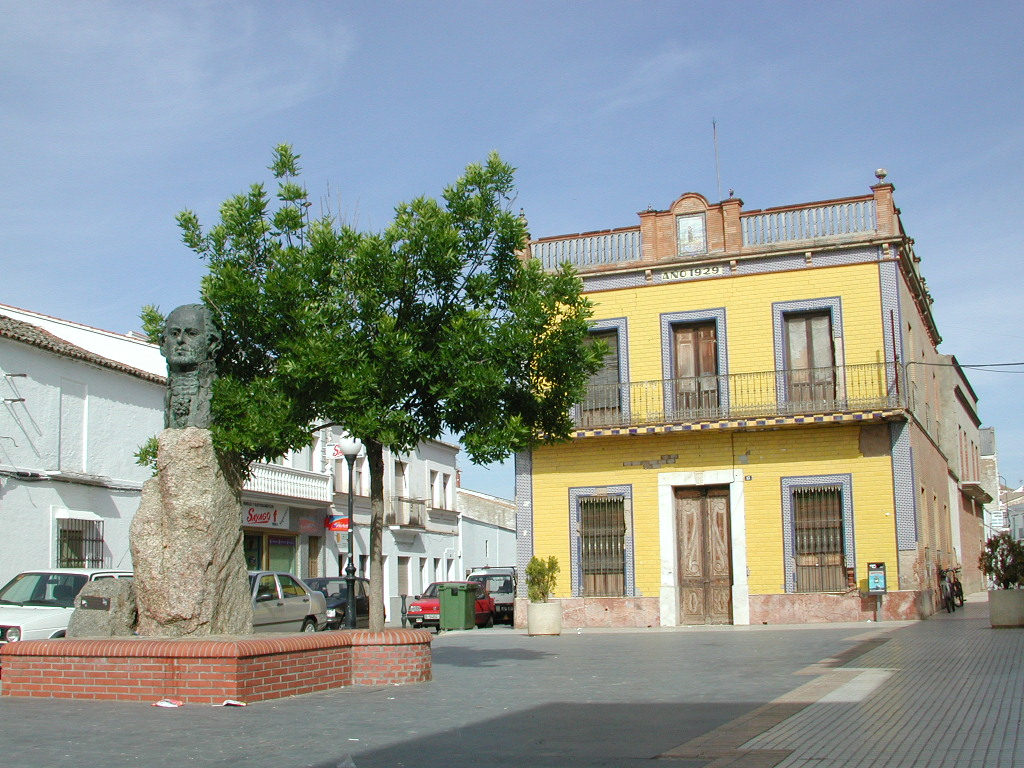
Памятник поэту в Рибера-дель-Фресно

После падения оккупационной власти Хуан Мелендес Вальдес был вынужден покинуть страну и вскоре умер в изгнании в Монпелье 24 мая 1817 года. Почти пол века спустя прах поэта был перевезен в Пантеон города Мадрида.
В конце XIX — начале XX века на страницах Энциклопедического словаря Брокгауза и Ефрона была дана следующая оценка творчеству поэта: «Стихотворения его («Poesias», 1785) отличаются и нежностью, и мощью. Он пытался придать испанской поэзии несвойственный ей нравоучительный характер. Выдающиеся его качества — наблюдательность, искренность, чувство и живая фантазия».
Мелендес Вальдес оказал заметное влияние на литературное творчество Хосе Иглесиаса де лас Каса.
В родном городе поэта ему был установлен памятник.

## Избранная библиография
Odas anacreónticas (1820)
- De mis cantares: Oda I
- El amor marip osa: Oda II
- A una fuente: Oda III
- El consejo del Amor: Oda IV
- De la primavera: Oda V
- A Dorila: Oda VI
- De lo que es amor: Oda VII
- A la Aurora: Oda VIII
- De un baile: Oda IX
- De las riquezas: Oda X
- A un ruiseñor: Oda XI
- De los labios de Dorila: Oda XII
- De unas palomas: Oda XIII
- De un convite: Oda XIV
- De mi niñeces: Oda XV

Sonetos
- La esquivez vencida (No temas, simplecilla, del dichoso)
- Renunciando a la poesía (Quédate, adiós, pendiente de este pino)
- A don Gaspar de Jovellanos (Las blandas quejas de mi dulce lira)
- El despecho (Los ojos tristes de llorar cansados)
- El pronóstico (No en vano, desdeñosa, su luz pura)
- El pensamiento (Cual suele abeja inquieta, revolando)
- La paloma (Suelta mi palomita pequeñuela)
- El deseo y la desconfianza (¡Oh, si el dolor que siento se acabara)
- El propósito inútil (Tiempo, adorada, fue cuando abrasado)
- Las armas del amor (De tus doradas hebras, mi señora)
- La humilde reconvención (Dame, traidor Aminta, y jamás sea)
- La resignación amorosa (¿Qué quieres, crudo Amor? Deja al cansado)
- El ruego encarecido (Deja ya la cabaña, mi pastora)
- Los tristes recuerdos (En este valle, do sin seso ahora)
- La fuga inútil (Tímido corzo, de cruel acero)
- El remordimiento (Perdona, bella Cintia, al pecho mío)
- Cuando de mi camino atrás volviendo
- Sin reparar adónde me llevaba
- Señora mía, si porque yo os quiero
- De Cíparis dejado el afligido
- Cuál me lleva el Amor, cuál entre abrojos
- Quédese de tu templo ya colgados
- A don Eugenio de Llaguno (Alivia el peso, soberana Astrea)
- Al señor don Mariano Luis de Urquijo (La lira de marfil que tierno un día)
- Ora pienso yo ver a mi señora